# Divisió de Munger
La divisió de Munger o Monghyr (Mungir) és una entitat administrativa de Bihar, Índia, amb capital a Munger, integrada el 2008 per sis districtes:
- Districte de Jamui
- Districte de Lakhisarai
- Districte de Munger
- Districte de Shekhpura o Sheikhpura
- Districte de Khagaria
- Districte de Begusarai

El nom de Munger fou adoptat com oficial el 1971 quedant el de Monghyr, el més utilitzat anteriorment, com a variant. La divisió es va crear el 22 d'abril de 1992 segregada de la divisió de Bhagalpur.